# خانه نیکو
خانه نیکو یک مجموعه تلویزیونی محصول سال ۱۳۷۹ به کارگردانی مسعود کرامتی، نویسندگی  و تهیه‌کنندگی  می‌باشد که از برنامه کودک و نوجوان شبکه پخش شد.

## بازیگران
- مریم سعادت
- افسانه ناصری
- فلور نظری
- امیر نوری
- ایمان شریفیان
- زهره صفوی
- سروش خلیلی
- سهیلا عزیزی
- شهرام قائدی
- علی شریفیان
- غلامحسین بهرامی
- غلامحسین شاهوردی
- محمود بصیری
- محمود جعفری